# 波德堂佛塔
波德堂佛塔，一译波特涛塔（緬甸語： [bòtətʰàʊɰ̃ pʰəjá]），位于缅甸仰光市中心，靠近仰光河。最初由孟族人建造，相传建于2500多年前，与仰光大金塔大约在同一时间。塔内空心，藏有佛发舍利。
波德堂佛塔在第二次世界大战期间被毁，战后重建。

## 历史
根据缅甸传说，两千多年前，一千名国王的军官曾在此地的一个小山丘上列队，欢迎从印度带回的佛陀舍利抵达缅甸。古代关于建造这座塔的历史记载，佛教徒国王西哈迪巴将佛陀头上的一根神圣的头发和两件舍利送给了他的一位大臣，这位以善良和信仰而闻名的大臣咨询了一位著名的宗教领袖，并根据他的建议，选择了仰光河畔的波德堂山，并将圣物供奉在那里。

### 二战期间
1943年11月8日，英国皇家空军轰炸仰光附近的码头时，也炸毁了宝塔，只剩下“焦黑的废墟”。

### 战后重建
宝塔的重建始于缅甸脱离英国独立的同一天：1948年1月4日。在挖掘过程中，发现了一个遗物室。该室面积为20 sq ft × 20 sq ft（1.9 m2 × 1.9 m2），高6英尺（1.8米），向上逐渐减小，看起来像一个倒置的大锅，完全覆盖了里面的东西。
在这个宝库的正中央发现了一个精美的宝塔形石棺，直径为23英寸（580 mm），高39英寸（990 mm）。石棺周围是用红土雕刻的神像，显然是放在那里作为守护神的。棺材浸泡在泥浆中，因为在它放在那里的许多世纪里，宝库一直在渗水。舍利室内的宝塔形石棺内还发现了各种珍宝：金银珠宝、奇珍异石、陶片以及铜和石像。舍利室内外发现的这些图像总数有七百张。陶片上描绘了佛教场景，其中一些保存完好。
从遗迹室中挖掘出的一块陶片上刻有佛像，虽然受到岁月和潮湿的影响，但仍然非常重要。陶片背面刻有文字，与来自南印度的古代婆罗门文非常接近。这是古代的宝贵证据，缅甸联邦政府考古学家U Lu Pe Win对此进行了解读，他指出，“evam vadi”中的首字母“e”表明该文字属于古代孟族人文字。这证明了人们相信古代建造这座佛塔的人是孟族人。
移开这层圆锥体或石层后，发现里面还有另一层形状相似的石层，上面镀着一层亮金色，这层石层的形状更像一座宝塔，一些泥土甚至渗透到这里，底座的侧面也覆盖着泥土，清洗和筛选后，在底座周围发现了宝石、黄金和珠宝。然后移开第二个石匣，里面发现了一个纯金的小宝塔，放在银盘或底座上，金塔旁边是一座4.5英寸（110 mm）高的石像，工艺非常古老。
金塔被抬起后，里面有一个长3⁄4英寸（19），直径5⁄12英寸（11）的小型金制圆柱体。在这个小圆柱体中发现了两个小舍利，每个都有芥菜籽大小，还有一根据说是佛发。这根头发被盘绕起来，用一层薄薄的漆固定住，漆上还有金膏的痕迹。

## 结构
新修的佛塔采用原创设计，高131英尺8英寸（40.13），底座为96英尺（29） x 96英尺（29）。主要景点是佛塔的中空内部，其中有一个镜子迷宫般的走道，两旁排列着玻璃陈列柜，里面陈列着许多封存在旧塔内的古代文物和文物。

## 安防工程
2022年9月，由北京灵光寺捐助并派出工程队和缅甸瑞丹伦集团合作的佛发舍利保护罩安装工程顺利完工并开放。

## 图册

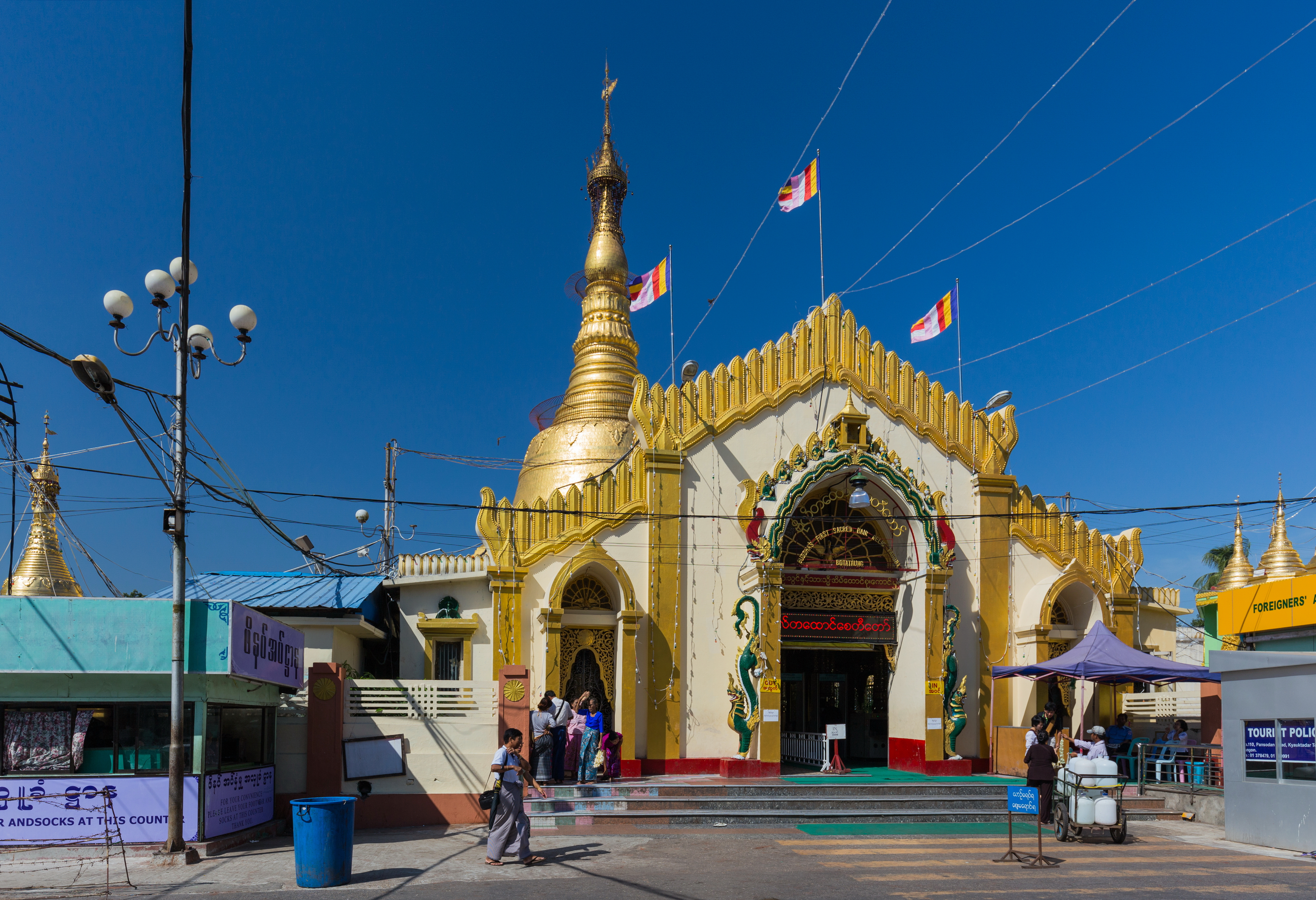
佛塔入口
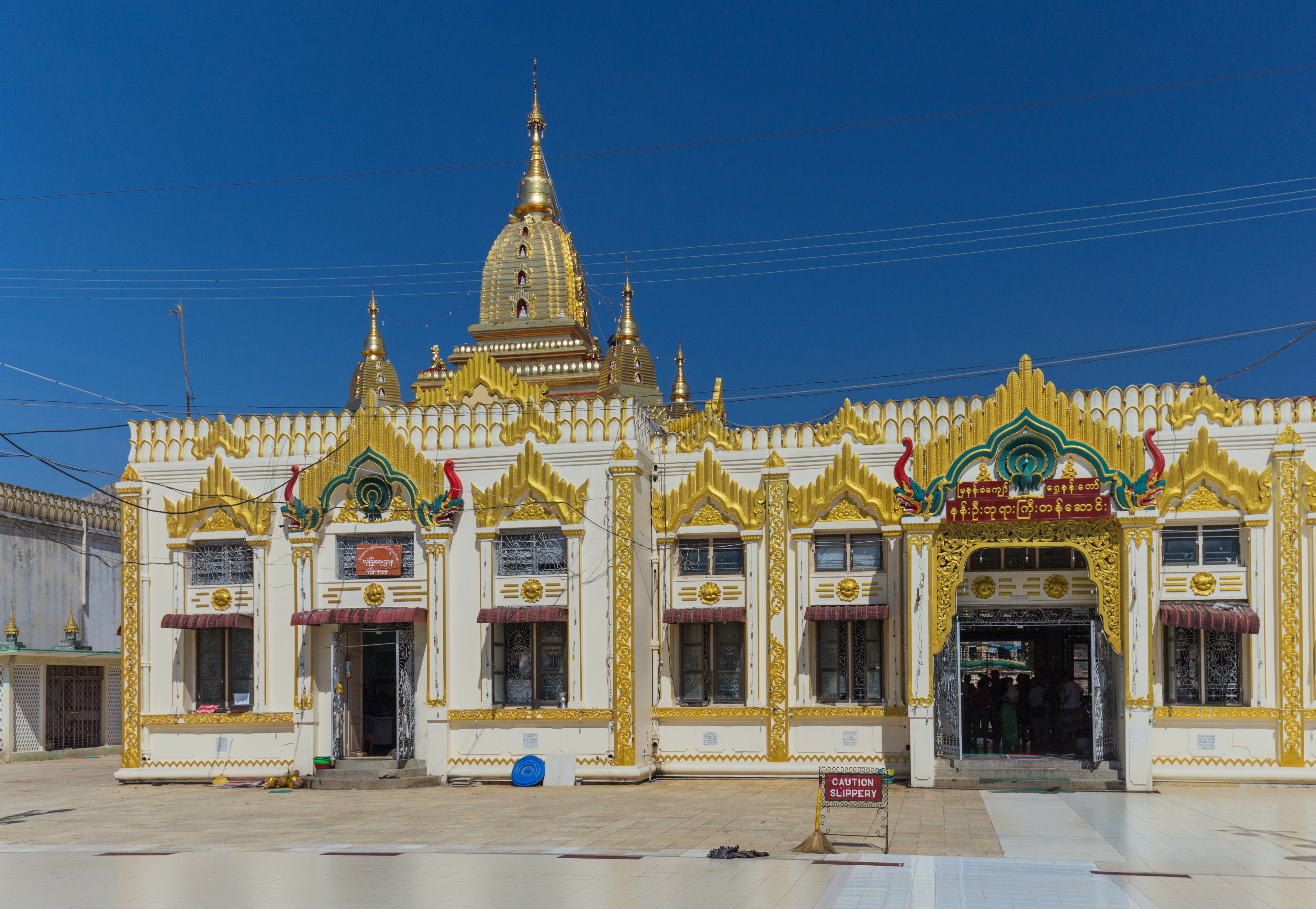
佛塔建筑群内的建筑
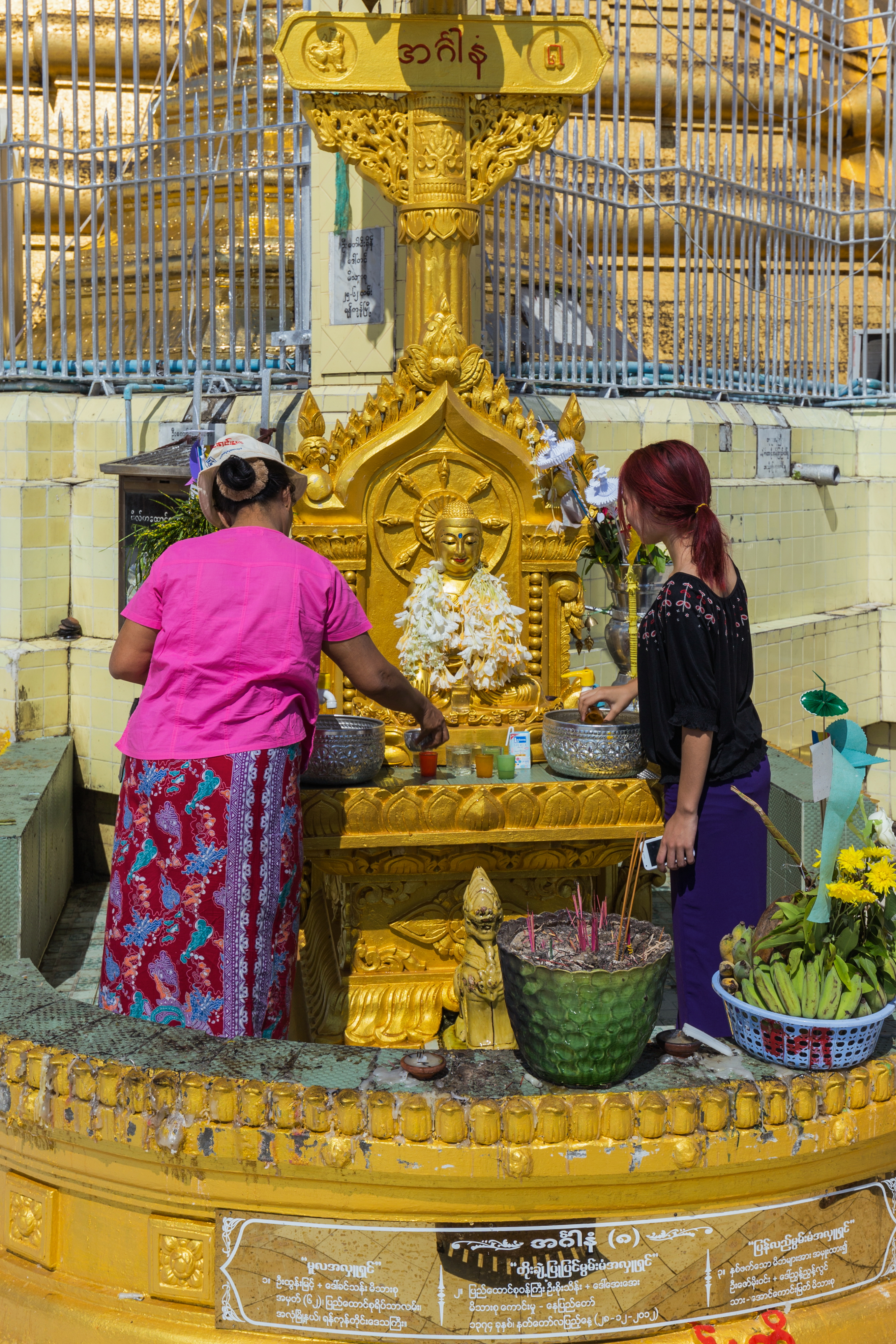
人们拜倒在佛像前
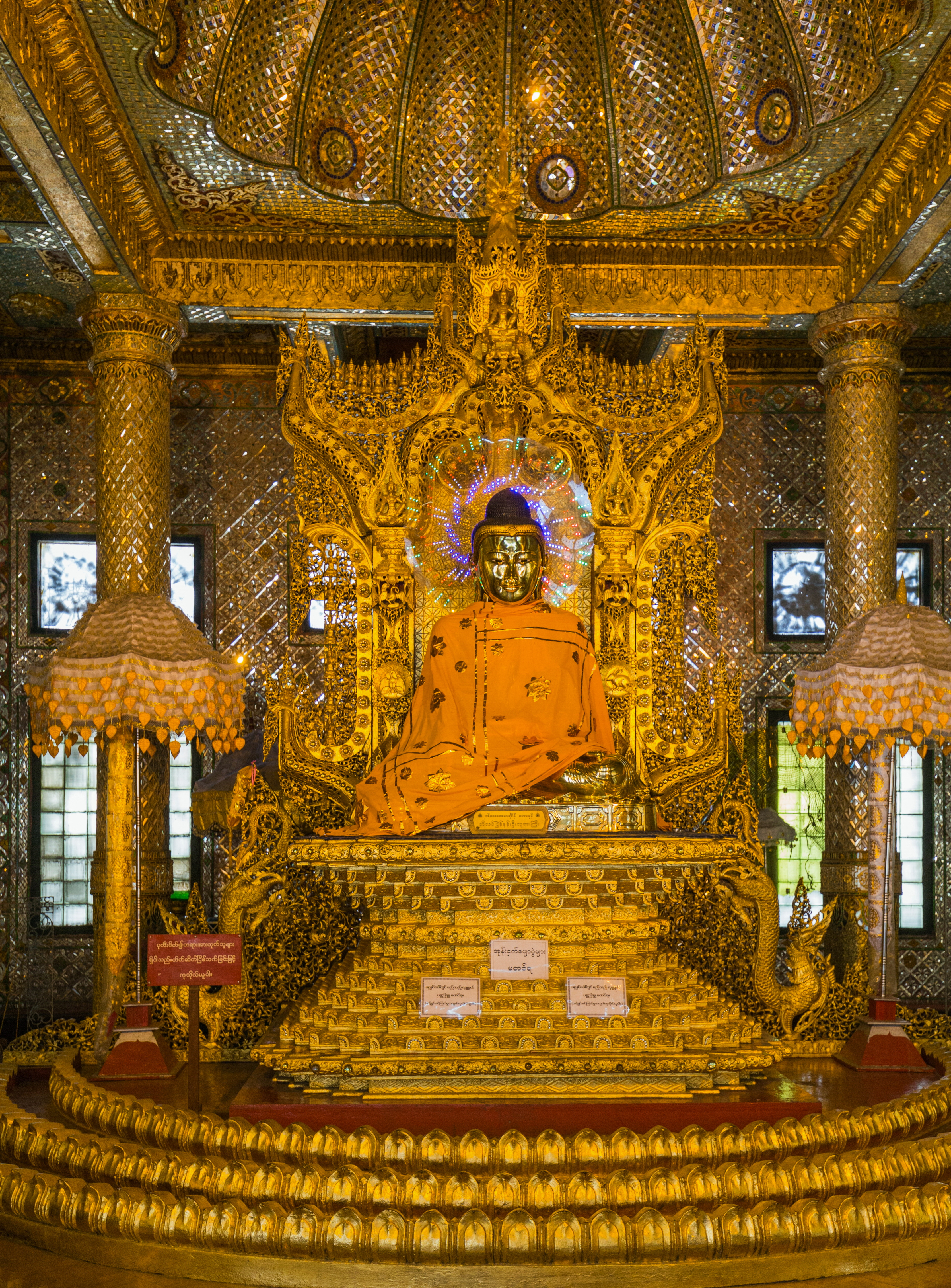
佛像
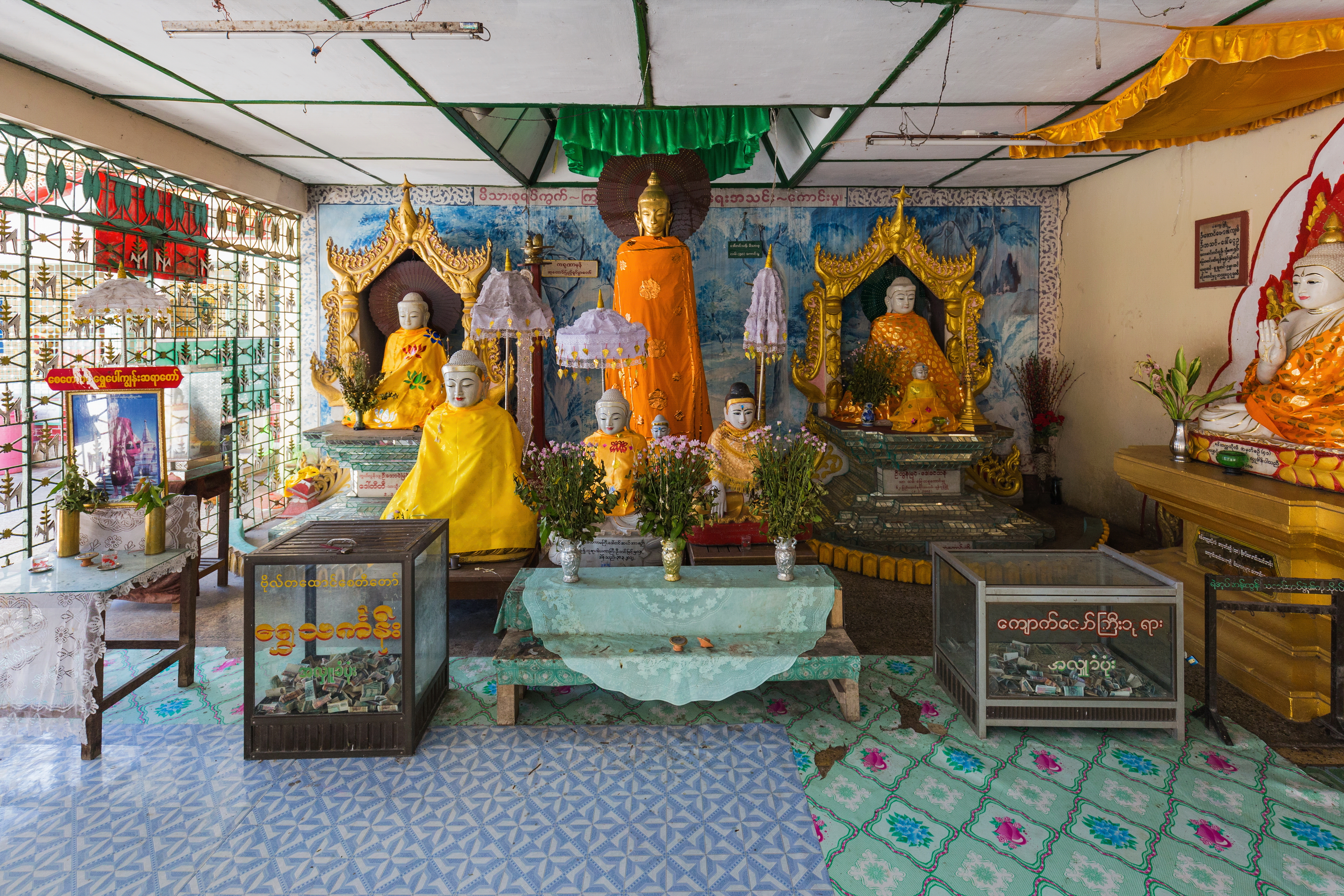
佛像
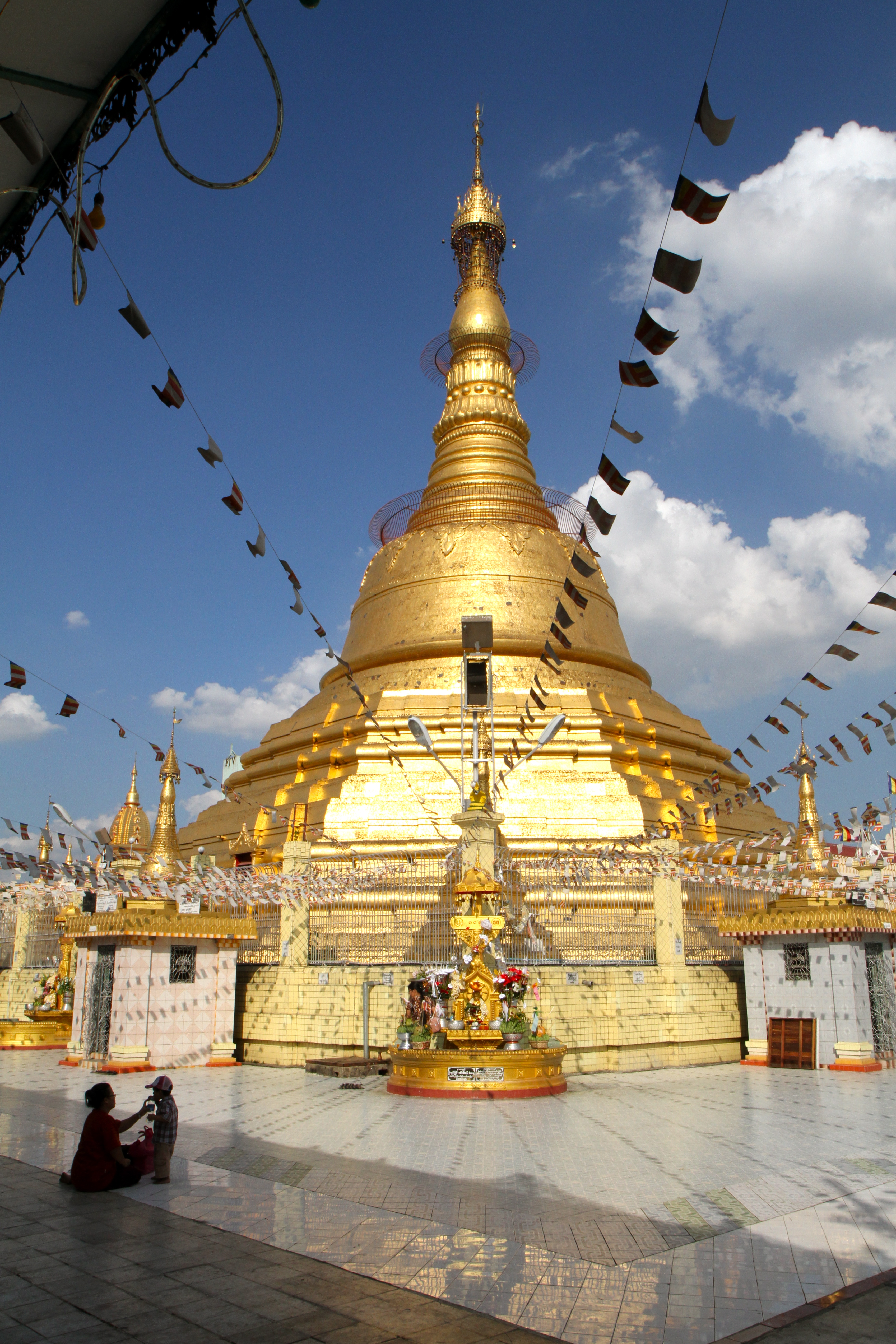
挂满旗帜的佛塔
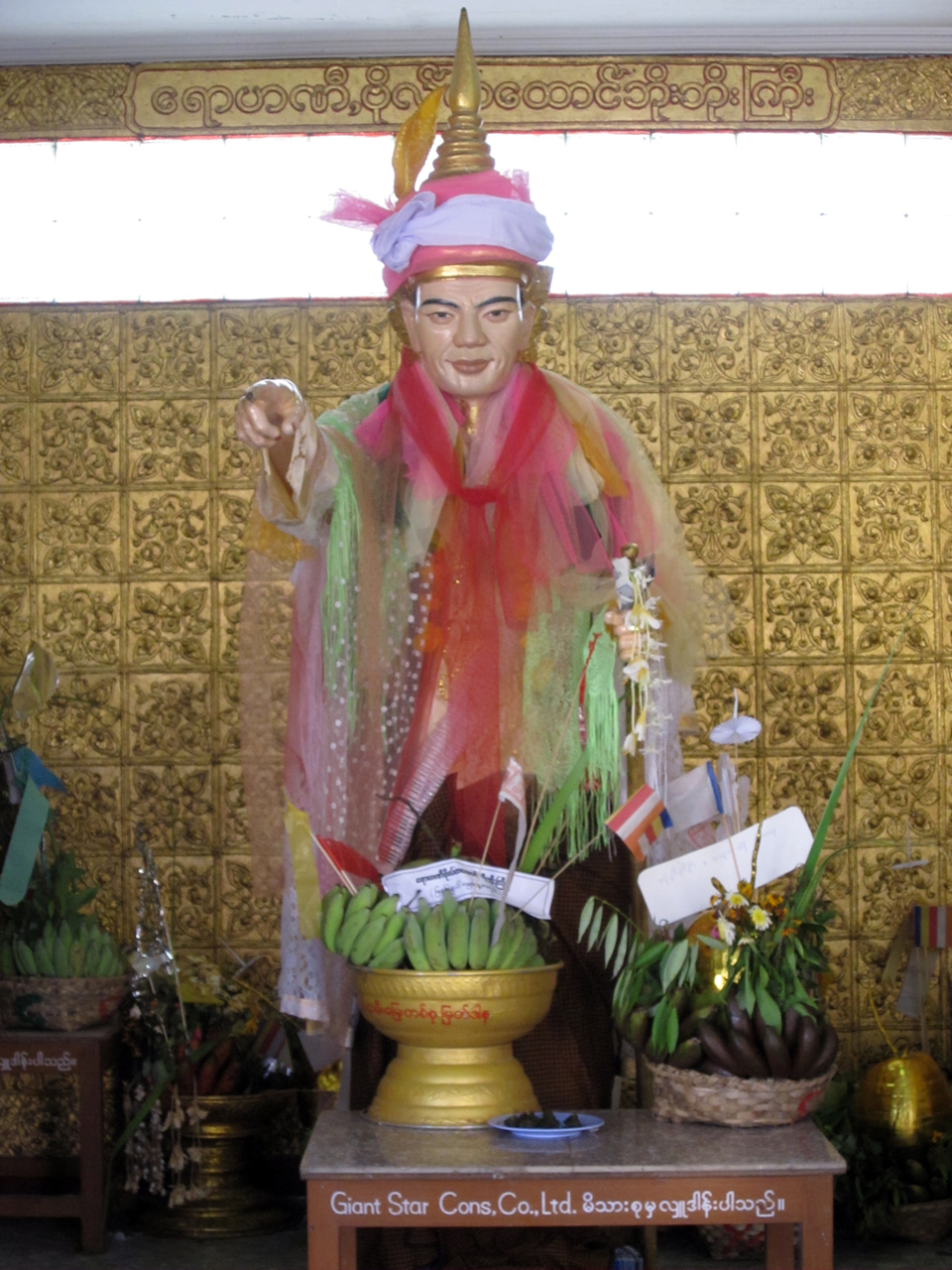
人们相信罗哈尼伯伯吉是波德堂佛塔的守护神
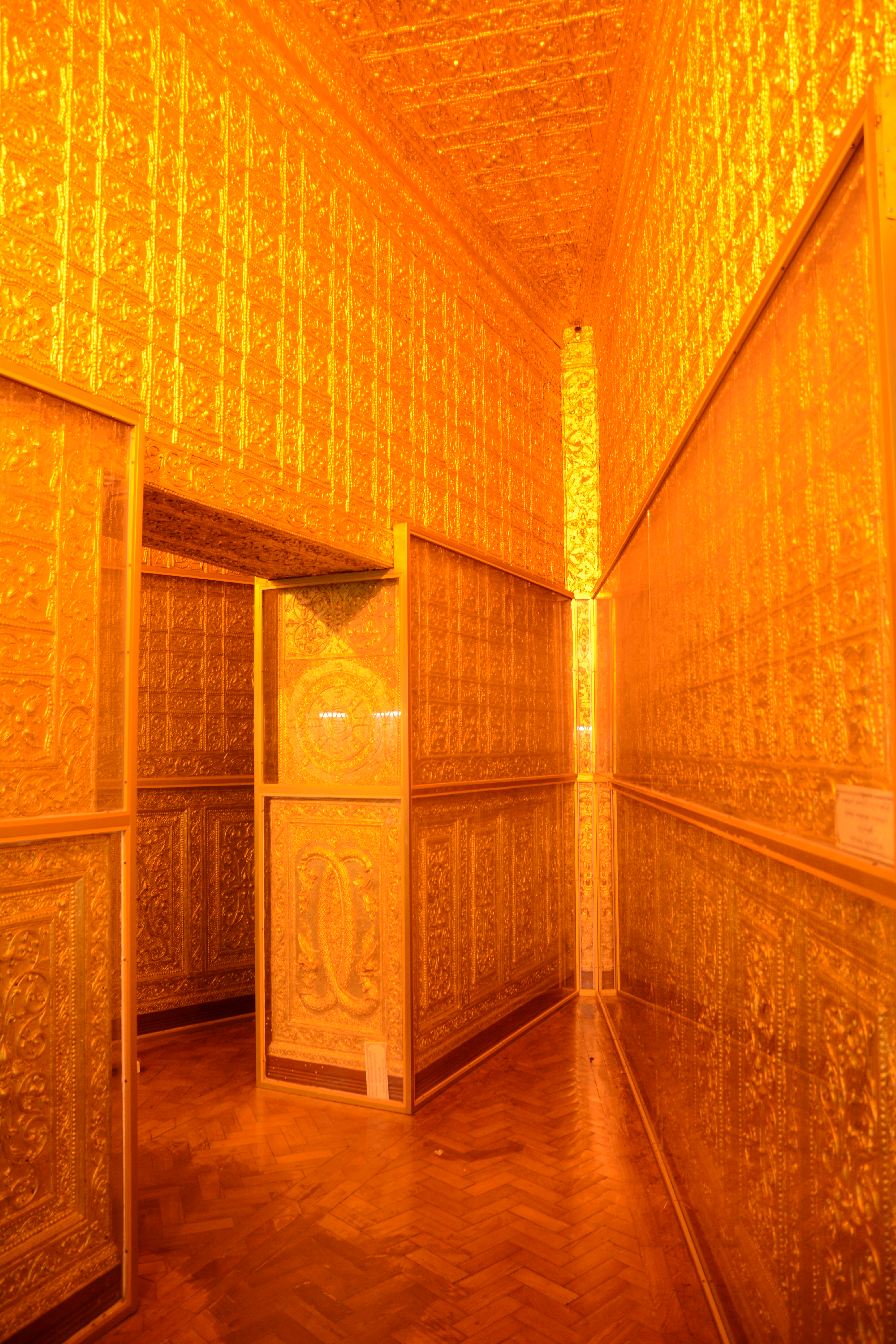
内部
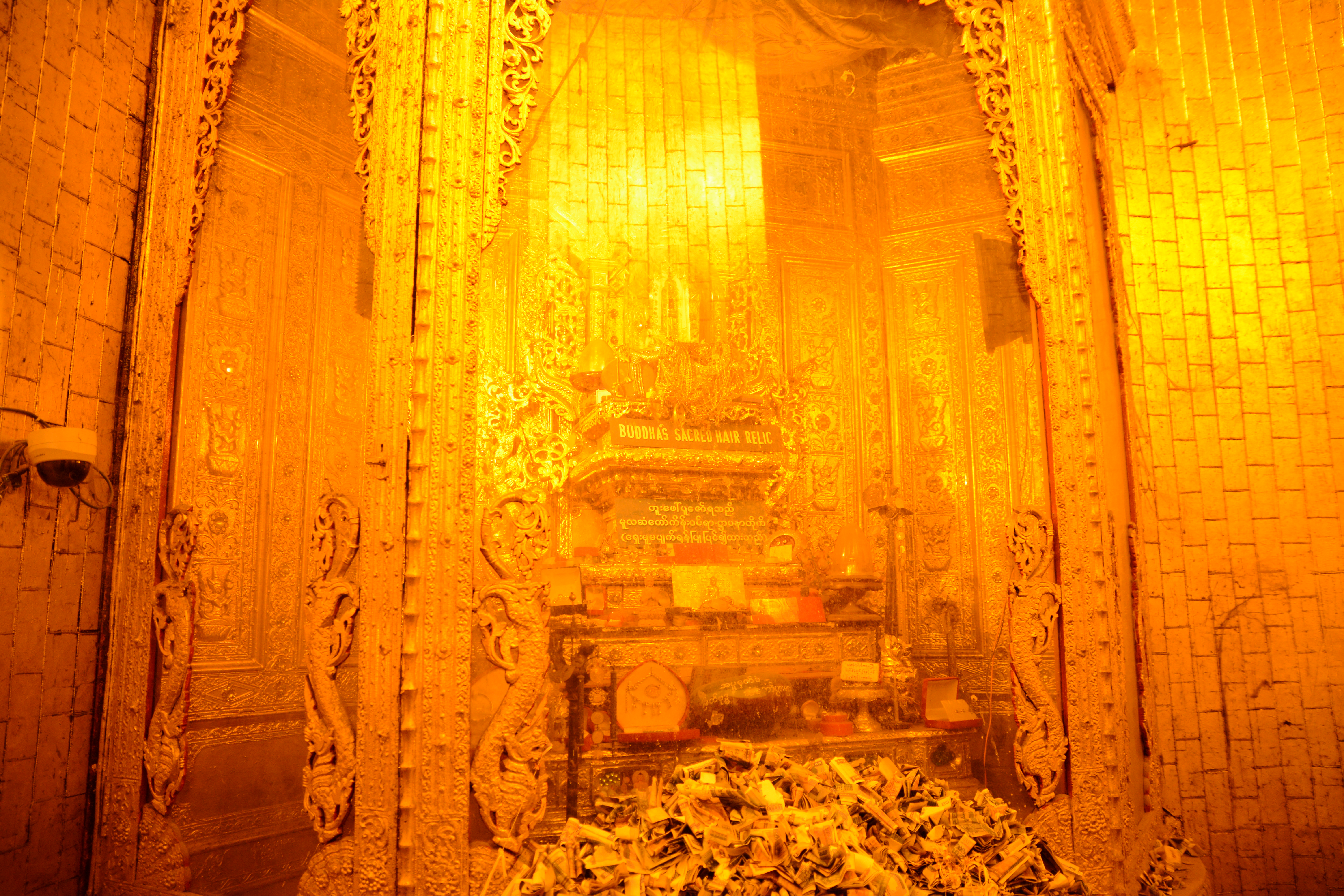
内部